# Ensiklopedi Nasional Indonesia
Ensiklopedi Nasional Indonesia – indonezyjska encyklopedia powszechna, poruszająca tematy z różnych dziedzin wiedzy. Pierwsze wydanie encyklopedii (1988–1991) zostało wydane nakładem Cipta Adi Pustaka.
Encyklopedia składa się z 18 tomów. Poza właściwym tekstem poszczególne tomy encyklopedii zawierają zdjęcia, diagramy bądź ilustracje.
Encyklopedia porusza ok. 150 tys. tematów, z czego 60% stanowią tematy związane z Indonezją. Artykuły dotyczą pięciu obszarów tematycznych: nauka, matematyka; nauki o życiu; nauki społeczne; nauki humanistyczne; inne.

## Tomy
Encyklopedia składa się z następujących osiemnastu tomów:
- Tom 1: A-amy
- Tom 2: an-az
- Tom 3: b-bytr
- Tom 4: c-dzikir
- Tom 5: e-fx
- Tom 6: g-hymen
- Tom 7: i-juz
- Tom 8: k-kiwi
- Tom 9: kl-lysit
- Tom 10: m-myrda
- Tom 11: n-ozon
- Tom 12: p-pep
- Tom 13: per-py
- Tom 14: qrs-se
- Tom 15: sf-sy
- Tom 16: ta-tz
- Tom 17: u-zw
- Tom 18: Index